# Rejon achtyński
Rejon achtyński (ros. Ахтынский район, lezg. Ахцагь район) – jednostka administracyjna wchodząca w skład Dagestanu w Rosji.
Centrum administracyjnym rejonu jest wieś (ros. село, trb. sieło) Achty.

## Geografia
Powierzchnia rejonu wynosi 1120 km² i znajduje się on w południowej części Dagestanu. Graniczy z rejonem rutulskim, kurachskim, magaramkientskim i dokuzparynskim wchodzącymi w skład Dagestanu, a także z Azerbejdżanem.
Najwyższym punktem rejonu jest wznoszący się na wysokość 4142 metrów n.p.m. szczyt Szałbuzdag.
Głównymi rzekami rejonu są Samur i Achtyczaj.

## Demografia
W 2021 roku rejon zamieszkiwało 31 807 osób.
Grypy etniczne i narodowości w 2010 roku:
- Lezgini – 31 101 (98,45%)
- Rosjanie – 169 (0,51%)
- Rutulowie – 31 (0,09%)
- Tabasaranowie – 19 (0,05%)
- inny – 52 (0,15%)